# Cristo de las Tres Caídas (Sevilla)
El Cristo de las Tres Caídas es una imagen de Jesús de Nazaret con la cruz a cuestas que evoca el momento de su tercera caída. Se encuentra en la capilla de los Marineros, en el barrio de Triana en Sevilla, Andalucía, España. 
Es una imagen titular de la Pontificia, Real e Ilustre Hermandad y Archicofradía de Nazarenos del Santísimo Sacramento y de la Pura y Limpia Concepción de la Santísima Virgen María, del Santísimo Cristo de las Tres Caídas, Nuestra Señora de la Esperanza y San Juan Evangelista. Hace estación de penitencia en la Catedral de Sevilla en la Semana Santa sevillana, en la "Madrugá" del Viernes Santo.
Ha sido llamado el Rey de Triana, el Señor del Compás (por la forma de andar de su paso y por el binomio que hace con su propia banda) y el vecino más antiguo de la calle Pureza.

## Características

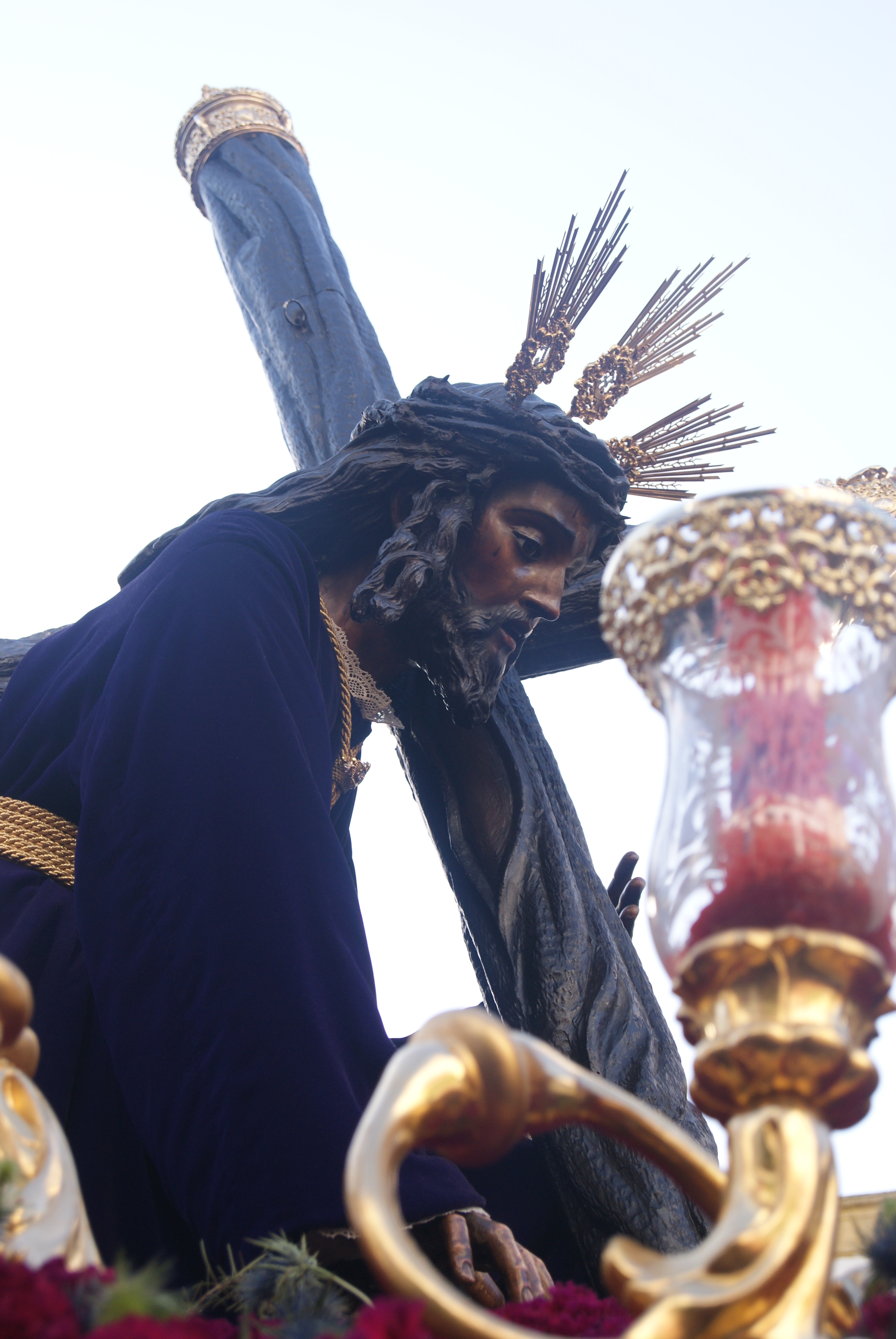
Detalle del Señor en su paso

La imagen de Jesús está atribuida a Marcos Cabrera, que la habría realizado en el primer tercio del siglo XVII. Está realizada en madera policromada. La talla mide 1,14 m de altura. La imagen cristológica ha sido sometida a diversas restauraciones; la primera de ellas está fechada en 1894 y fue llevada a cabo por Manuel Gutiérrez Reyes y Cano, quien le sustituyó la primitiva cabellera de pelo natural por otra de pasta de madera. En el año 1929 fue restaurado por el escultor Antonio Castillo Lastrucci y en los años 1983 y 1989, por el escultor sevillano Luis Álvarez Duarte, que realizó el actual cuerpo de la imagen nazarena.
Es una de las imágenes más antiguas que procesiona en la Semana Santa de Sevilla. Fue la primera imagen seleccionada para el vía crucis de la Jornada Mundial de la Juventud 2011 en Madrid, pero rechazó dicho ofrecimiento. En el año 2004, la suya fue la única hermandad que procesionó en la Madrugá. Por último fue restaurada en octubre de 2017 a cuerpo entero por Pedro Manzano.

## Cultos en honor del Cristo
El quinario en honor del Santísimo Cristo de las Tres Caídas se realiza en la Real Parroquia de Santa Ana, previo a un traslado solemne de la imagen nazarena el lunes anterior al inicio del quinario, en un Vía crucis por las calles del barrio de Triana hasta llegar a la real parroquia, y regresando a la capilla de los Marineros el lunes siguiente. Después de esto el Cristo es expuesto en solemne besamanos durante tres días. Cabe destacar que durante todos los viernes del año el Santo Cristo está expuesto en devoto besapiés.

## Galería

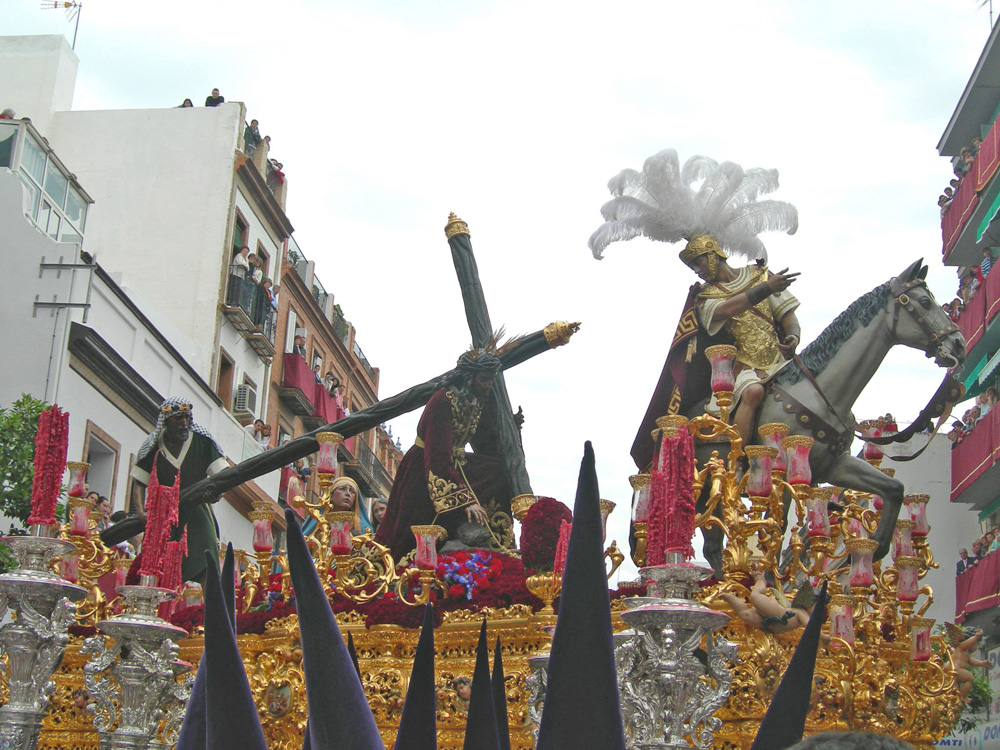
Cristo de las Tres Caídas frente a la capilla de la Estrella.
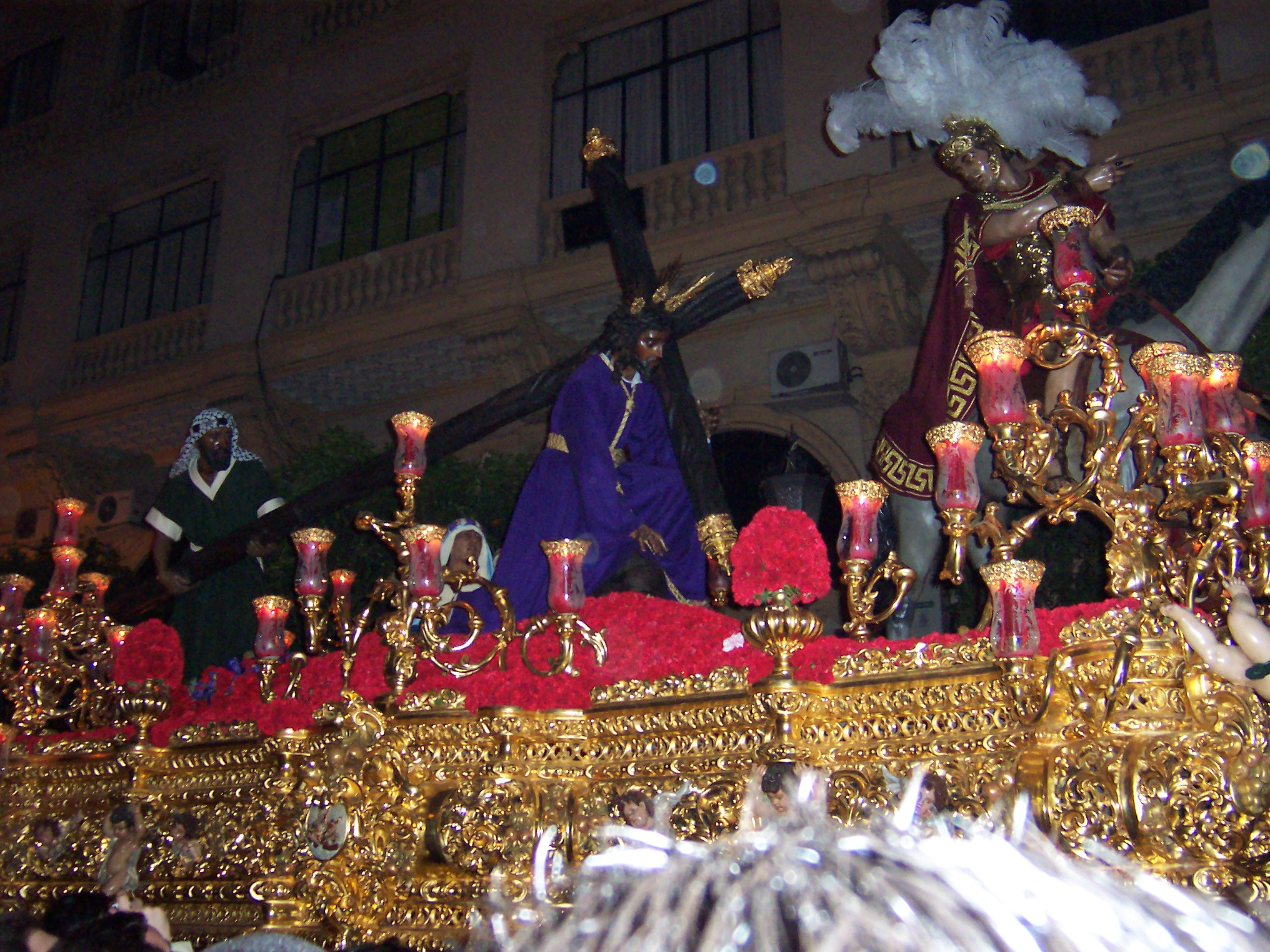
Cristo de las Tres Caídas.
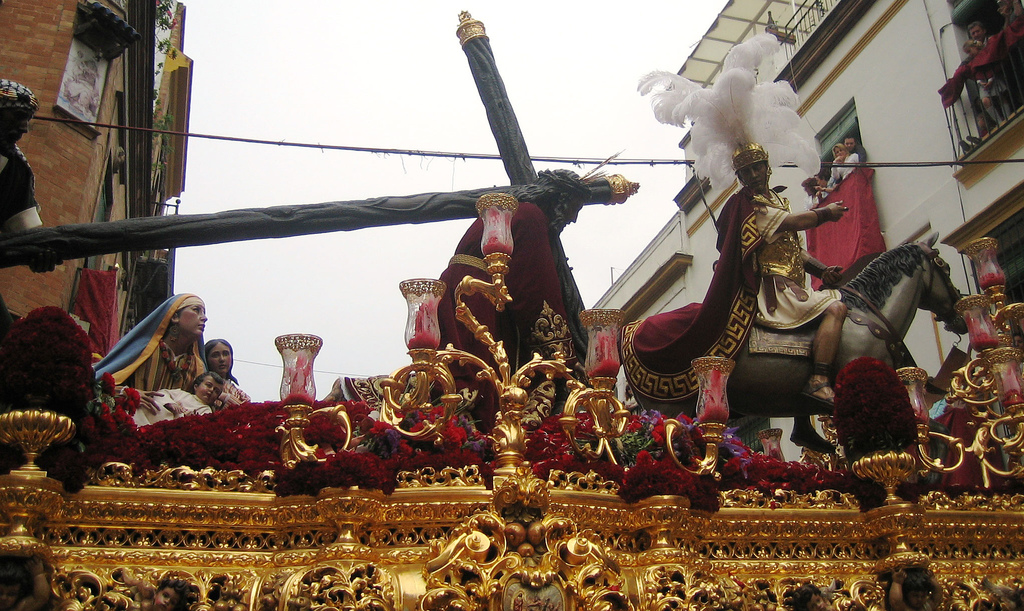
Cristo de las Tres Caídas en su paso de misterio.